# آدریانو زامبونی
آدریانو زامبونی (ایتالیایی: Adriano Zamboni; ۲۲ ژوئن ۱۹۳۳ – ۱۳ مهٔ ۲۰۰۵) دوچرخه‌سوار اهل ایتالیا بود. وی در مسابقات تور دو فرانس و جیرو دیتالیا شرکت کرده است.